# Steve Wilson
Stephen Earl Wilson, detto Steve (Richmond, 16 ottobre 1948), è un ex cestista statunitense, professionista nella ABA.

## Carriera
Venne selezionato dai Cleveland Cavaliers al sedicesimo giro del Draft NBA 1970 (227ª scelta assoluta).